# ガイウス・グラックス
ガイウス・センプロニウス・グラックス（羅: Gaius Sempronius Gracchus、 紀元前154年 - 紀元前121年）は、共和政ローマの政治家。グラックス兄弟の弟。

## 略歴
紀元前154年、大グラックスとコルネリア・アフリカナの子として生まれる。姉にはセンプロニア（後にスキピオ・アエミリアヌスの妻となる）、兄にはティベリウスがいる。父は執政官に2回、ケンソルにも就任しており、兄弟はノビレスである。
生後間もなくして父が死去したため、母コルネリアによって育てられた。紀元前133年、当時護民官の職にあった兄ティベリウスが反対派に暗殺されると、グラックス派のものたちはガイウスを頼ったと考えられる。
プルタルコスによれば、スキピオ・アエミリアヌスのヌマンティア戦争に従軍していた弟ガイウスを、兄ティベリウスが土地割り当て三人委員に選出したとあり、はっきりとそう書かれている訳ではないがトリブヌス・ミリトゥムであろうと予想されている。その後、紀元前126年の財務官に当選し、ルキウス・アウレリウス・オレステス (紀元前126年の執政官)のサルディニアに派遣され、プロクァエストルとして数年務めたが、翌年の担当者を待っても来なかったため帰国したという。

### 護民官

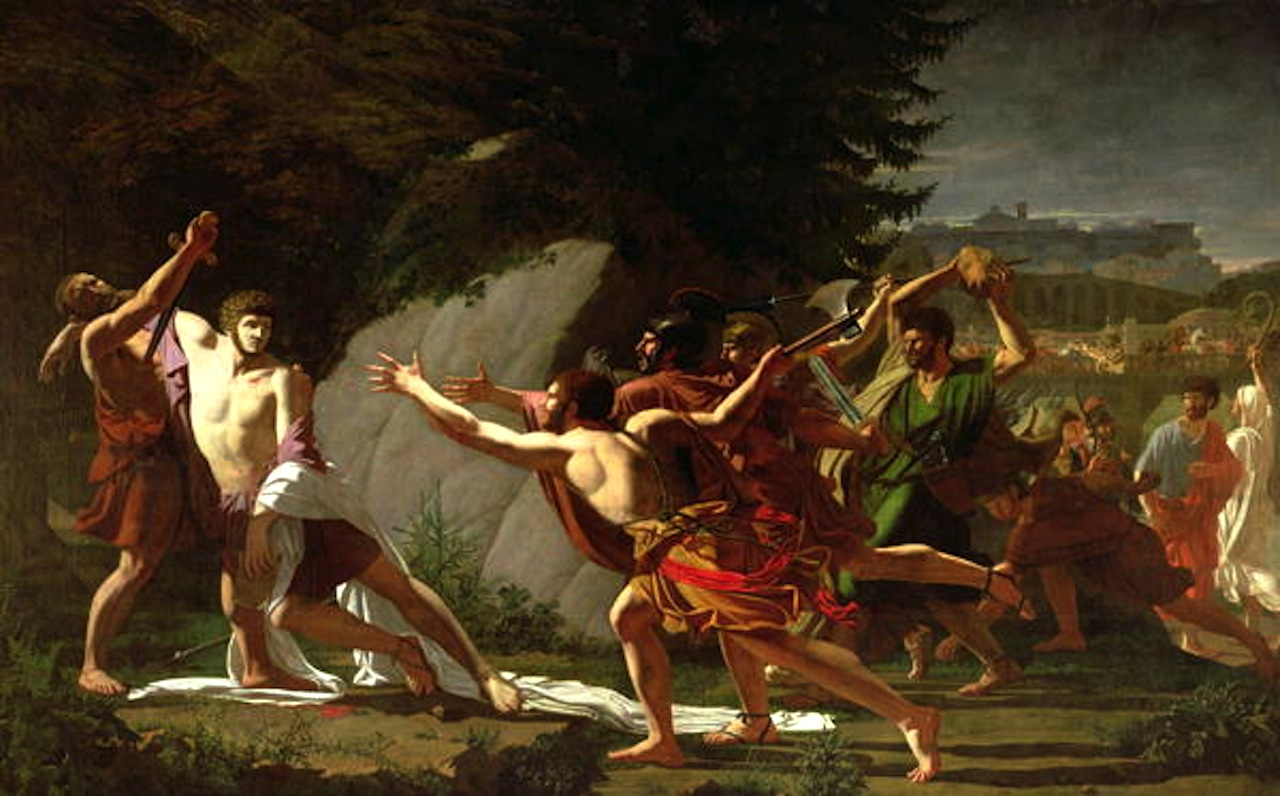
『ガイウス・グラックスの死』フランソワ・ジャン＝バティスト・トピーノ＝ルブラン画（1795年頃、マルセイユ美術館所蔵）

紀元前123年の護民官に選出された。ティベリウスの弟ということで選挙戦ではイタリア中から人々が集まり支持を訴えたという。更にこの年の夏の選挙でも、多くの人々の支持を集めた。ガイウスは兄と同じ轍を踏まないよう騎士階級を味方につけ改革を行おうとした。
ガイウスは、兄が成立させながらその後形骸化してしまったセンプロニウス農地法の復活に加え、穀物の価格を統制する法案や、市民の軍役年数に制限を加える法案を成立させようとした。また司法に関しても元老院のみで構成されていた審問所の審判人（陪審員）をエクィテスに広げようと試み、ローマ市民権をラテン同盟都市にも広げようという構想を持っていたため、元老院から反発を受けた。
翌紀元前122年の護民官に選出され、同僚にマルクス・リウィウス・ドルススやマルクス・フルウィウス・フラックス (紀元前125年の執政官)も当選している。ドルススはガイウスの改革法案を阻止し、更に彼よりも魅力的な法案を示してガイウスから支持層を奪っていった。その結果、元老院とノビレスへのプレブス（平民）の反感も薄れていったという。ガイウスは護民官再選にも失敗した。
ガイウスは保守的な執政官ルキウス・オピミウスに法案を潰され、業を煮やして過激な行動に出てしまい、それを口実に元老院はガイウスとその支持者に対し、元老院最終勧告を出した。奴隷の機転でガイウスは一旦は逃げ遂せるが、敵対者に捕まりそうになり、別の奴隷に自分を殺すよう命令。ガイウスは死亡、その奴隷も自ら命を絶ち、ガイウスの支持者たち3,000人が殺された。プルタルコスによると、切り取られたガイウスの首はオピミウスの手の者によって持ち去られ、賞金と交換された。頭の重さと同等の金と交換する条件だったため、頭には鉛が詰められていたという。
ガイウスはコロニア・ユノニア建設のため70日アフリカに滞在したとの記録があるが、プルタルコスとアッピアノスとでその時期に食い違いがあり、夏頃行われた可能性が高い護民官選挙前ではないかと考えられている。この不在期間中、ドルススの敵対政策に対応できなかったガイウスは支持を失っていき、その結果彼の暗殺には元老院だけでなく、平民も加わることになったと言える。